# 興南区域
興南区域（フンナムくいき）は、朝鮮民主主義人民共和国咸鏡南道咸興市に属する区域。咸興湾に面した港湾都市・化学工業都市である。
隣接する咸興市との合併、興南市としての分離を繰り返しており、近年では2001～2005年の間は「興南市」であった。

## 地理
咸興市の南東12kmに位置し、咸興湾に面する。

## 行政区画

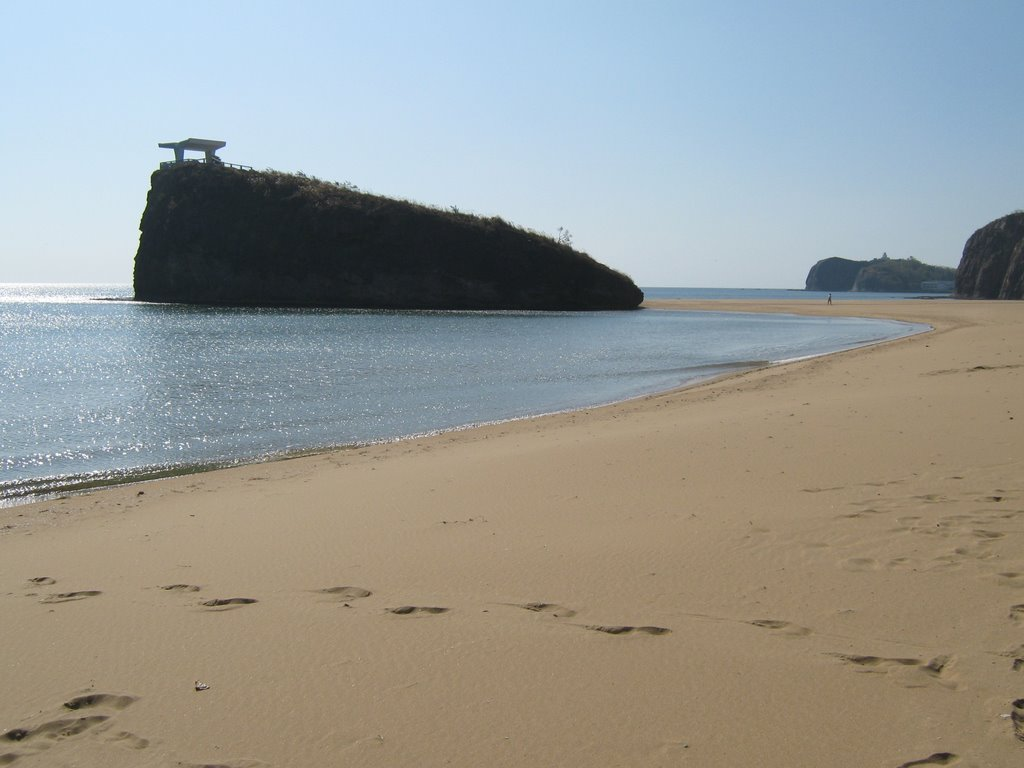
鵲島洞付近の海岸

43洞・1労働者区・5里を管轄する。
| - 金ピッ洞（クンピットン） - 内湖洞（ネホドン） - 徳洞（トクトン） - 徳豊洞（トクプンドン） - 蓮モッ洞（リョンモットン） - 龍城一洞（リョンソンイルトン） - 龍城二洞（リョンソンイドン） - 龍新洞（リョンシンドン） - 龍岩洞（リョンアムドン） - 龍淵洞（リョンヨンドン） - 柳亭一洞（リュジョンイルトン） - 柳亭二洞（リュジョンイドン） - 柳亭三洞（リュジョンサムドン） - 上水洞（サンスドン） - センムル洞（センムルトン） - 西湖一洞（ソホイルトン） - 西湖二洞（ソホイドン） - ソナム洞（ソナムドン） - 松上洞（ソンサンドン） - 松興洞（ソンフンドン） - 洙辺洞（スビョンドン） - 雲城一洞（ウンソンイルトン） - 雲城二洞（ウンソンイドン） - 雲中一洞（ウンジュンイルトン） - 雲中二洞（ウンジュンイドン） | - 恩徳洞（ウンドクトン） - 銀ピッ洞（ウンピットン） - 鷹峯一洞（ウンボンイルトン） - 鷹峯二洞（ウンボンイドン） - 鵲島洞（チャクトドン） - 天機洞（チョンギドン） - 豊興洞（プンフンドン） - 荷徳洞（ハドクトン） - 湖南洞（ホナムドン） - 湖田洞（ホジョンドン） - 厚農洞（フノンドン） - 興徳一洞（フンドギルトン） - 興徳二洞（フンドギドン） - 興徳三洞（フンドクサムドン） - 興徳四洞（フンドクサドン） - 興北洞（フンブクトン） - 興西洞（フンソドン） - ヒンシル洞（ヒンシルトン） - 草雲労働者区（チョウンロドンジャグ） - 麻田里（マジョンリ） - セマウル里（セマウルリ） - 洙搗里（スドリ） - 昌興里（チャンフンリ） - 豊東里（プンドンリ） |

## 歴史

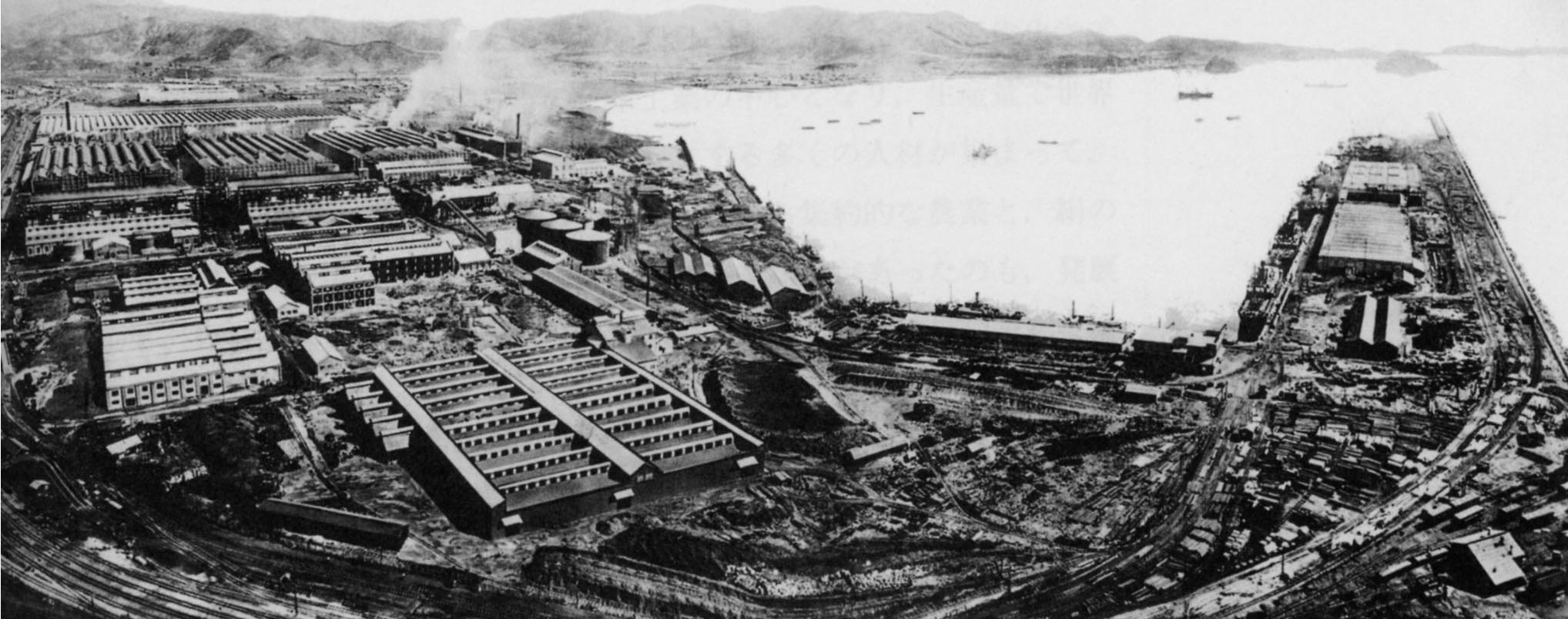
朝鮮窒素肥料 興南工場

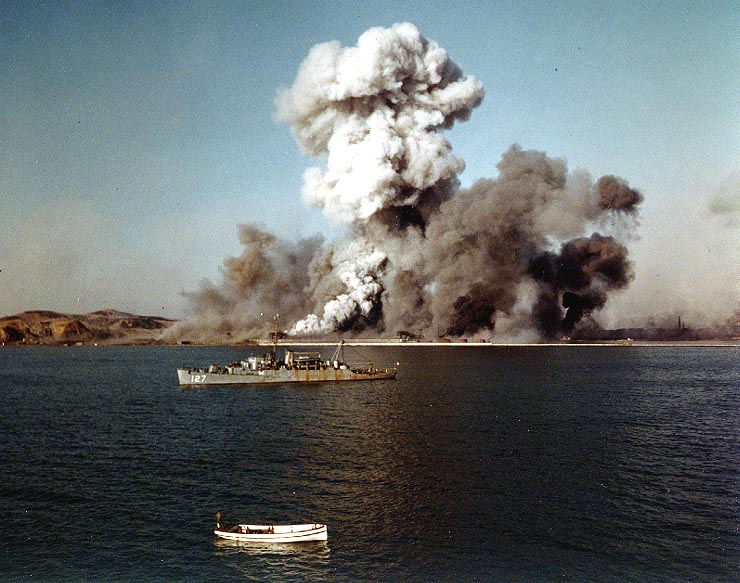
国連軍の撤退に際し、500トンの爆薬で爆破される興南港港湾施設（1950年12月24日）

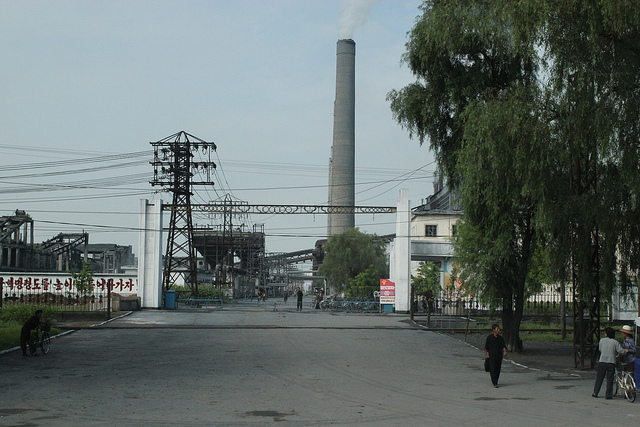
2.8ビナロン連合企業所（2010年8月撮影）

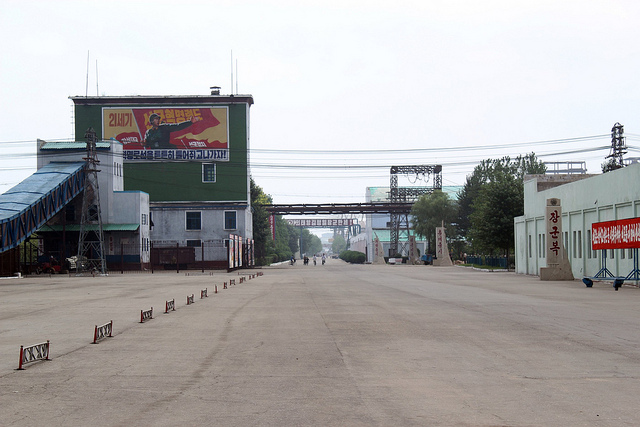
興南の化学肥料コンビナート（2010年8月撮影）

日本統治時代の1920年代、蓋馬高原で水力発電（長津湖や赴戦湖）による電源開発が行われ、それらの電力をもとに興南に工業地帯が建設された。中心となったのは朝鮮窒素肥料（1928年工場建設）などの日窒コンツェルンであり、硫安などの化学工業地帯として工業化が進められた。1944年12月、興南府となった。
1945年、大日本帝国の敗戦後、多くの日本人が興南から日本に引き揚げた。朝鮮戦争の際には北進した韓国軍・国連軍が一時占領したが、1950年12月に中国義勇軍が参戦すると、中国・北朝鮮国境地帯から退却したアメリカ軍をはじめとする国連軍10万人が、一般市民10万人とともに興南の港からアメリカ海軍の艦船により海路南へ脱出する興南撤収作戦が行われた。興南は国連軍の艦砲射撃と空爆により破壊されたが、後にソ連・東ドイツなどの東側諸国の援助もあり復興し、発展した。

### 年表
この節の出典
- 2001年8月 - 咸鏡南道咸興市興南区域湖南洞・天機洞・鷹峯一洞・鷹峯二洞・徳洞・荷徳洞・内湖洞・柳亭一洞・柳亭二洞・柳亭三洞・松上洞・厚農洞・鵲島洞・豊興洞・西湖一洞・西湖二洞・麻田里・セマウル里、海岸区域雲城一洞・雲城二洞・龍城一洞・龍城二洞・雲中一洞・雲中二洞・金ビッ洞・銀ビッ洞・松興洞・龍岩洞・洙搗里・徳豊洞・豊東里、興徳区域恩徳洞・フィンシル洞・興徳一洞・興徳二洞・興徳三洞・興徳四洞・興西洞・興北洞・蓮モッ洞・センムル洞・龍新洞・龍淵洞・昌興里・洙辺洞、沙浦区域湖田洞・上水洞・ソナム洞・草雲労働者区をもって、興南市を設置。(43洞1労働者区5里)
- 2005年10月 - 咸鏡南道興南市が再び咸興市に編入され、咸興市興南区域となる。(43洞1労働者区5里)

#### 興南市(1944年~1960年)
- 1930年10月 - 咸興郡雲田面の一部が分立し、興南邑が発足。
- 1939年 - 咸州郡西湖面・雲南面の各一部が興南邑に編入。
- 1941年4月1日 - 咸州郡雲南面・三平面の各一部が興南邑に編入。
- 1943年 - 咸州郡西湖面の一部が興南邑に編入。
- 1944年12月 - 咸州郡興南邑および雲南面の一部が合併し、興南府が発足。
- 1945年 - 興南府が興南市に改称。
- 1949年 - 咸州郡雲南面の一部を編入。
- 1952年12月 - 郡面里統廃合により、咸鏡南道興南市の一部、咸州郡雲南面の一部地域をもって、興南市を設置。興南市に以下の里が成立。(43里)
  - 雲城里・九龍里・湖南里・新上里・松上里・東興里・荷徳里・天機里・厚農里・柳亭里・鷹峯里・西湖里・西興里・復興里・雲興里・興南里・龍岩里・雲中里・興徳里・雲南里・徳里・松湖里・宮西里・鵲島里・豊西里・興慶里・興上里・中興里・中水里・洙辺里・龍興里・徳豊里・豊東里・営岱里・旧灘里・湖上里・湖田里・昌興里・龍淵里・龍城里・新成里・水東里・上水里
- 1954年10月 - 徳豊里・豊東里が咸州郡に編入。(41里)
- 1955年 (39洞2里)
  - 雲城里が雲城洞に昇格。
  - 九龍里が九龍洞に昇格。
  - 湖南里が湖南洞に昇格。
  - 新上里が新上洞に昇格。
  - 松上里が松上洞に昇格。
  - 東興里が東興洞に昇格。
  - 荷徳里が荷徳洞に昇格。
  - 天機里が天機洞に昇格。
  - 厚農里が厚農洞に昇格。
  - 柳亭里が柳亭洞に昇格。
  - 鷹峯里が鷹峯洞に昇格。
  - 西湖里が西湖洞に昇格。
  - 西興里が西興洞に昇格。
  - 復興里が復興洞に昇格。
  - 雲興里が雲興洞に昇格。
  - 興南里が興南洞に昇格。
  - 龍岩里が龍岩洞に昇格。
  - 雲中里が雲中洞に昇格。
  - 興徳里が興徳洞に昇格。
  - 雲南里が雲南洞に昇格。
  - 徳里が徳洞に昇格。
  - 松湖里が松湖洞に昇格。
  - 宮西里が宮西洞に昇格。
  - 鵲島里が鵲島洞に昇格。
  - 豊西里が豊西洞に昇格。
  - 興慶里が興慶洞に昇格。
  - 興上里が興上洞に昇格。
  - 中興里が中興洞に昇格。
  - 中水里が中水洞に昇格。
  - 洙辺里が洙辺洞に昇格。
  - 龍興里が龍興洞に昇格。
  - 営岱里が営岱洞に昇格。
  - 旧灘里が旧灘洞に昇格。
  - 湖上里が湖上洞に昇格。
  - 龍淵里が龍淵洞に昇格。
  - 龍城里が龍城洞に昇格。
  - 新成里が新成洞に昇格。
  - 水東里が水東洞に昇格。
  - 上水里が上水洞に昇格。
- 1956年 (29洞5里)
  - 龍城洞・龍淵洞・新成洞が合併し、龍新里が発足。
  - 営岱洞・旧灘洞・湖上洞が合併し、営湖里が発足。
  - 中興洞・豊西洞・興慶洞・興上洞が合併し、豊興里が発足。
- 1957年 (22洞5里)
  - 東興洞・新上洞・松上洞・西興洞が合併し、内湖洞が発足。
  - 松湖洞・復興洞が合併し、松興洞が発足。
  - 中水洞が上水洞に編入。
  - 雲南洞が龍岩洞に編入。
  - 水東洞が宮西洞に編入。
- 1960年10月 - 興南市廃止。
  - 宮西洞・上水洞・洙辺洞・営湖里・湖田里が新設の咸興直轄市沙浦区域に編入。
  - 龍興洞・雲興洞・興徳洞・興南洞・龍岩洞・龍新里・昌興里が新設の咸興直轄市本宮区域に編入。
  - 松興洞・雲中洞・雲城洞・九龍洞が新設の咸興直轄市龍城区域に編入。
  - 湖南洞・天機洞・徳洞・鷹峯洞・荷徳洞・内湖洞・厚農洞・西湖洞・鵲島洞・柳亭洞・豊興里が新設の咸興直轄市興南区域に編入。

#### 興南区域(1960年~2001年)
- 1960年10月 - 咸鏡南道興南市湖南洞・天機洞・徳洞・鷹峯洞・荷徳洞・内湖洞・厚農洞・西湖洞・鵲島洞・柳亭洞・豊興里、退潮郡麻田里・陵東里をもって、咸興直轄市興南区域を設置。(12洞2里)
  - 柳亭洞の一部が分立し、柳亭一洞が発足。
  - 豊興里が豊興洞に昇格。
  - 柳亭洞の残部・内湖洞の一部が合併し、柳亭二洞が発足。
- 1963年 - 柳亭一洞・柳亭二洞の各一部が合併し、松上洞が発足。(13洞2里)
- 1965年 - 鷹峯洞が分割され、鷹峯一洞・鷹峯二洞が発足。(14洞2里)
- 1967年 (16洞2里)
  - 西湖洞が分割され、西湖一洞・西湖二洞が発足。
  - 柳亭一洞・厚農洞の各一部が合併し、柳亭三洞が発足。
  - 豊興洞の一部が鵲島洞に編入。
- 1970年7月 - 咸興直轄市の降格に伴い、咸鏡南道咸興市興南区域となる。(16洞2里)
- 1977年 - 陵東里がセマウル里に改称。(16洞2里)
- 2001年8月 - 興南区域廃止。
  - 湖南洞・天機洞・鷹峯一洞・鷹峯二洞・徳洞・荷徳洞・内湖洞・柳亭一洞・柳亭二洞・柳亭三洞・松上洞・厚農洞・鵲島洞・豊興洞・西湖一洞・西湖二洞・麻田里・セマウル里が新設の興南市に編入。

#### 海岸区域(龍城区域)
- 1960年10月 - 咸鏡南道興南市松興洞・雲中洞・雲城洞・九龍洞、咸州郡洙搗里・豊東里・徳豊里をもって、咸興直轄市龍城区域を設置。(5洞3里)
  - 雲城洞・九龍洞の各一部が合併し、龍城洞が発足。
- 1963年 (7洞3里)
  - 龍城洞が分割され、龍城一洞・龍城二洞が発足。
  - 雲城洞が分割され、雲城一洞・雲城二洞が発足。
- 1965年 (10洞3里)
  - 九龍洞が分割され、九龍一洞・九龍二洞が発足。
  - 雲中洞が分割され、雲中一洞・雲中二洞が発足。
  - 本宮区域龍岩洞を編入。
- 1970年7月 - 咸興直轄市の降格に伴い、咸鏡南道咸興市龍城区域となる。(10洞)
  - 洙搗里・豊東里・徳豊里が咸鏡南道咸州郡に編入。
- 1970年10月 - 咸州郡洙搗里・豊東里・徳豊里を編入。(10洞3里)
- 1977年 (10洞3里)
  - 九龍一洞が金ビッ洞に改称。
  - 九龍二洞が銀ビッ洞に改称。
- 1990年 - 龍城区域が海岸区域に改称。(10洞3里)
- 1993年 - 徳豊里が徳豊洞に昇格。(11洞2里)
- 2001年8月 - 海岸区域廃止。
  - 雲城一洞・雲城二洞・龍城一洞・龍城二洞・雲中一洞・雲中二洞・金ビッ洞・銀ビッ洞・松興洞・龍岩洞・洙搗里・徳豊洞・豊東里が新設の興南市に編入。

#### 本宮区域
- 1960年10月 - 咸鏡南道興南市龍興洞・雲興洞・興徳洞・興南洞・龍岩洞・龍新里・昌興里をもって、咸興直轄市本宮区域を設置。(6洞2里)
  - 雲興洞が分割され、本宮一洞・本宮二洞が発足。
  - 興徳洞が興徳一洞に改称。
  - 興南洞が興徳二洞に改称。
- 1963年 (10洞2里)
  - 本宮二洞が分割され、興西洞・興北洞が発足。
  - 本宮一洞の一部が分立し、本宮二洞が発足。
  - 龍新里の一部が分立し、龍淵洞が発足。
  - 興徳一洞・興徳二洞の各一部が合併し、 興徳三洞が発足。
- 1965年 (10洞1里)
  - 龍新里が龍新洞に昇格。
  - 龍岩洞が龍城区域に編入。
- 1967年 (12洞1里)
  - 本宮一洞の一部が分立し、本宮三洞が発足。
  - 興徳三洞の一部が分立し、興徳四洞が発足。
- 1970年 - 咸興直轄市の降格に伴い、咸鏡南道咸興市本宮区域となる。(12洞1里)
- 1974年 - 本宮区域廃止。
  - 龍興洞・本宮一洞・本宮二洞・本宮三洞・興西洞・興北洞・興徳一洞・興徳二洞・興徳三洞・興徳四洞・龍新洞・龍淵洞・昌興里が咸興市沙浦区域に編入。

#### 興徳区域
- 1995年 - 咸鏡南道咸興市沙浦区域恩徳洞・フィンシル洞・興徳一洞・興徳二洞・興徳三洞・興徳四洞・興西洞・興北洞・蓮モッ洞・センムル洞・龍新洞・龍淵洞・昌興里をもって、咸興市興徳区域を設置。(12洞1里)
- 1996年 - 咸興市沙浦区域洙辺洞およびソナム洞の一部を編入。(13洞1里)
  - ソナム洞が洙辺洞に編入。
- 2001年8月 - 興徳区域廃止。
  - 恩徳洞・フィンシル洞・興徳一洞・興徳二洞・興徳三洞・興徳四洞・興西洞・興北洞・蓮モッ洞・センムル洞・龍新洞・龍淵洞・昌興里・洙辺洞が新設の興南市に編入。

## 産業
電力・港湾・工場などの基盤が大日本帝国の手により日本統治時代に形成された。
合成繊維（ビナロン）や化学繊維などの化学工業や機械工業などの重工業が中心に行われている。苛性ソーダや肥料も多く生産している。

## 交通
- 平羅線
  - 昌興駅 - 興南駅 - 西湖駅 - 麻田駅
- 西湖線
  - 沙浦駅 - 上水駅 - 城川駅 - 雲中駅 - 龍城駅 - 荷徳駅 - 西湖駅
- ビナロン線
  - ビナロン駅 - 興徳駅 - 興南駅
- 昌興線
  - 昌興駅 - 蓮興駅